# Ocenebra crispatissima
Ocenebra crispatissima är en snäckart som beskrevs av S. S. Berry 1953. Ocenebra crispatissima ingår i släktet Ocenebra och familjen purpursnäckor. Inga underarter finns listade i Catalogue of Life.